# Rozwiertak

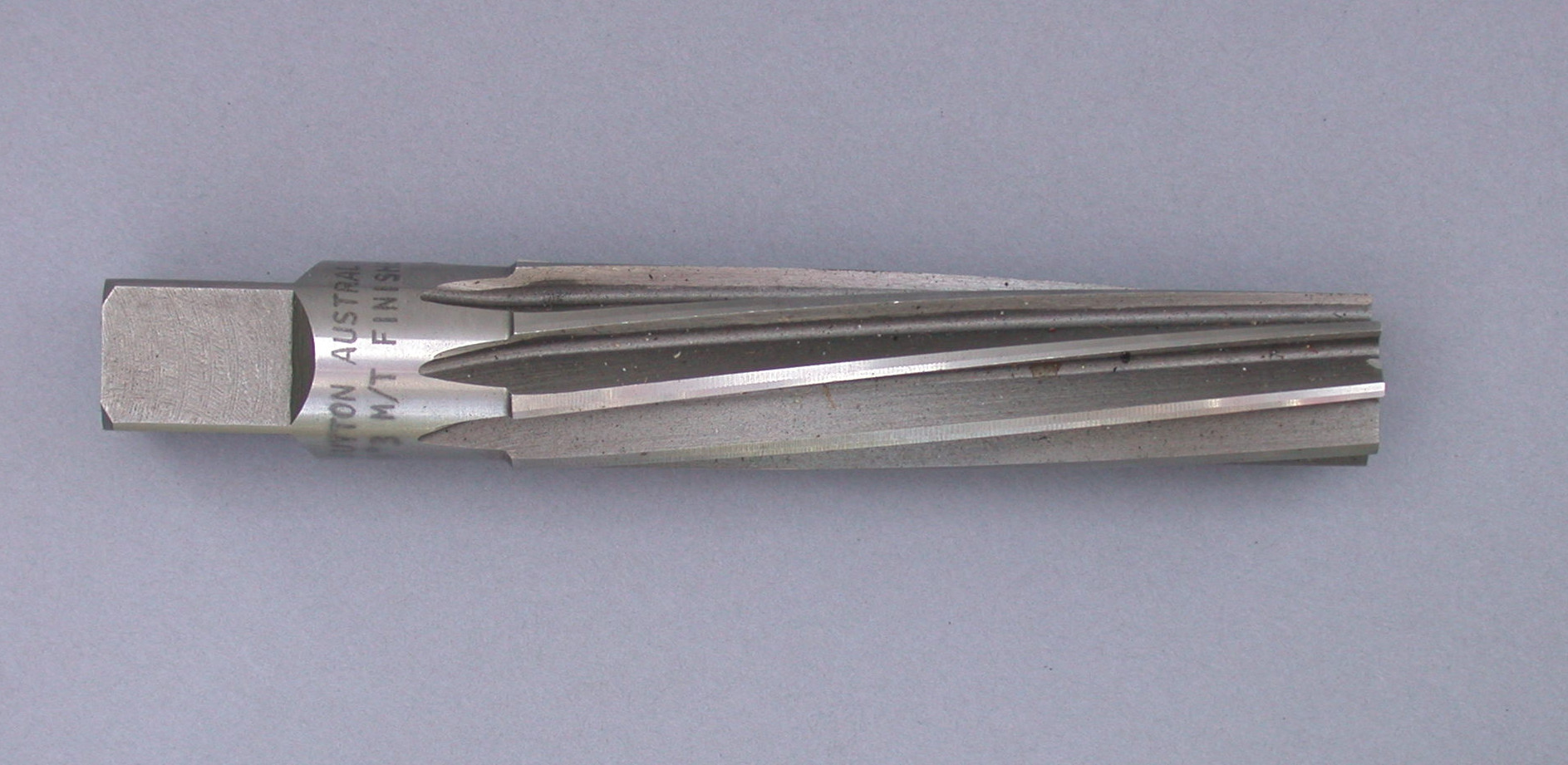
Rozwiertak ręczny do stożka Morse’a nr 3

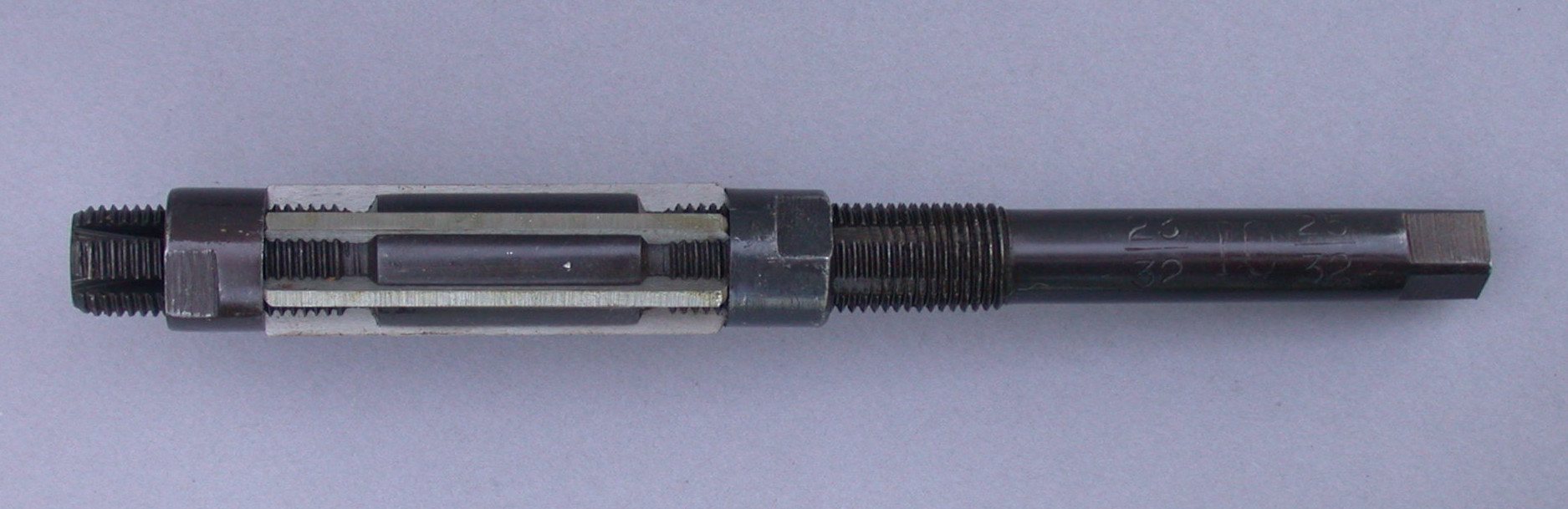
Rozwiertak ręczny nastawny

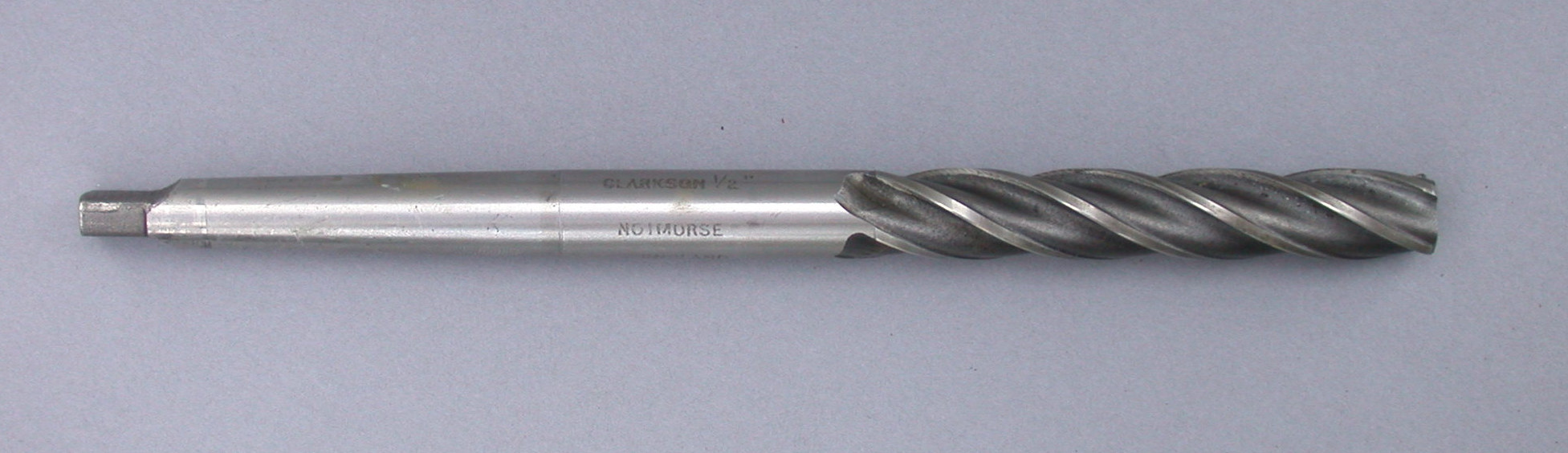
Rozwiertak maszynowy spiralny z chwytem stożkowym

Rozwiertak – narzędzie służące do końcowej obróbki otworu walcowego lub stożkowego przy wymaganej wyższej klasie dokładności.
Osiągane są dokładności wykonania otworów w klasach od IT5 do IT7.
Stosuje się kolejno zwykle dwa rodzaje rozwiertaków – zdzierak i wykańczak, które usuwają 0,1÷0,2 mm naddatku. Rozwiertaki mogą być ręczne lub maszynowe. Mają one parzystą liczbę ostrzy od 4 do kilkunastu. Linia ostrza jest najczęściej nachylona pod kątem od 5° do 45° (do osi rozwiertaka) w kierunku przeciwnym do kierunku skrawania.
Osobną klasą rozwiertaków są rozwiertaki do otworów stożkowych np. Morse’a. W tym przypadku obróbka rozwiertakiem ma na celu usunięcie większej ilości materiału i przekształcenie otworu walcowego wykonanego wiertłem w otwór stożkowy. Zwykle stosuje się komplet trzech rozwiertaków: wstępny, zdzierak i wykańczak.